# 加木屋村
加木屋村（かぎやむら）は、かつて愛知県知多郡にあった村。現在の東海市南部である。

## 歴史
- 1889年（明治22年）10月1日 - 町村制の施行によって知多郡加木屋村が発足。
- 1906年（明治39年）5月1日 - （旧）横須賀町、高横須賀村、養父村、大田村と合併して（新）横須賀町が発足。同日加木屋村廃止。

## 字
1873年（明治6年）7月の地租改正時点では58、1882年（明治15年）時点では72の字があった。以下は1882年（明治15年）時点の字である。読み仮名は現代仮名遣いに改め、五十音順とした。※印は1873年（明治6年）時点にも存在した字。かっこ内は当時の表記。字の読み方が時代の変遷とともに変化していることがわかる。
- 愛敬（あいきょう）※（相京）
- 旭（あさひ）
- 編笠（あみがさ）
- 泡池（あわいけ）
- 石田（いしだ）※
- 石塚（いしづか）※
- 一本木（いっぽんぎ）※
- 丑寅海戸（うしとらがいと）※
- 内堀（うちぼり）※
- 円畑（えんばた）※
- 大清水（おおしみず）※
- 大堀（おおぼり）※
- 御林（おはやし）
- 柿畑（かきばた）※
- 釜ケ谷（かまがたに）
- 鎌吉良根（かまきらね）※
- 唐畑（からばた）
- 唐山（からやま）※（唐山、北唐山、東唐山）
- 菊尾（きくお）※
- 雉子野（きじの）※
- 北鹿持（きたしかもち）※（鹿持）
- 北平井（きたびらい）※
- 木ノ下（きのした）※
- 倉池（くらいけ）※
- 栗見坂（くりみさか）
- 郷中（ごうちゅう）※
- 小清水（こしみず）※
- 小家脇（こやのわき）
- 七本松（しちほんまつ）※
- 順見（じゅんけん）
- 定納（じょうのう）
- 白拍子（しらみょうし）
- 鈴井田（すずいだ）※
- 裾（すそ）※
- 高見（たかみ）
- 竹ケ谷（たけがへ）※
- 陀々法師（だだほうし）※
- 辻ケ花（つじがはな）※
- 寺ノ前（てらのまえ）※
- 樋（とい）
- 冬至池（とうしいけ）
- 東峯松（とみねまつ）
- 留木（とめぎ）※
- 中井道（なかいみち）
- 仲新田（なかしんでん）※
- 長根（ながね）※
- 中平地（なかひらち）※
- 西平子（にしひらこ）※（平子）
- 西御門（にしみかど）
- 西御嶽（にしみたけ）
- 畑尻（はたじり）※
- 腹太（はらぶと）
- 東大堀（ひがしおおぼり）※
- 東島田（ひがししまだ）※（島田）
- 東平井（ひがしひらい）※
- 美女ケ脇（びじょがわき）※
- 平子（ひらこ）※（東平子）
- 冨士塚（ふじつか）
- 真崎（まっさき）
- 松ノ内（まつのうち）
- 丸根（まるね）
- 三ツ池（みついけ）※
- 南鹿持（みなみしかもち）※（鹿持）
- 南平井（みなみひらい）※
- 宮ノ脇（みやのわき）
- 向山（むかやま）※（北向山、中向山、南向山）
- 社山（やしろやま）※
- 山之脇（やまのわき）※
- 夕霞松（ゆうかすみまつ）
- 与平山（よへいやま）※
- 六反田（ろくたんだ）※
- 論田（ろんてん）

{{{2}}}
以下は1873年（明治6年）にはあるが1882年（明治15年）にはない字。
- 与才子
- 家下
- 宮ノ前
- 古池
- 西平井
- 沢
- 州雲
- 北池下
- 南池下

## 戸長・村長

### 歴代戸長
1872年（明治5年）5月に庄屋を廃して、1889年（明治22年）11月に村長を置くまで、戸長が置かれた。
- 1872年（明治5年）5月〜 高津吉三郎
- 1873年（明治6年）1月〜 伴野佐左衛門（副戸長）
- 1874年（明治7年）6月〜 高津吉三郎（副戸長）
- 1875年（明治8年）5月〜 早川庄助（三等副戸長）
- 1876年（明治9年）8月〜 高津金之助・井村仲右衛門（二等用係）
- 1878年（明治11年）12月〜 高津金之助
- 1880年（明治13年）12月〜 井村仲右衛門
- 1881年（明治14年）1月〜 久野清右衛門
- 1881年（明治14年）2月〜 伴野釜三郎
- 1883年（明治16年）1月〜 高津吉三郎
- 1886年（明治19年）1月〜 早川徳三郎
- 1886年（明治19年）10月〜 久野保心
- 1888年（明治21年）8月〜 久野善右衛門
- 1889年（明治22年）1月〜 久野金十郎

### 歴代村長
市町村制が施行された1889年（明治22年）11月から横須賀町、大田町、高横須賀村、養父村と合併する1906年（明治39年）5月まで村長が置かれた。
- 1889年（明治22年）11月〜 久野金十郎
- 1892年（明治25年）1月〜 久野浅右衛門
- 1893年（明治26年）1月〜 久野保心
- 1895年（明治28年）5月〜 早川徳三郎
- 1897年（明治30年）1月〜 久野金十郎
- 1898年（明治31年）7月〜 井村仲太郎
- 1898年（明治31年）10月〜 高津兵太郎
- 1899年（明治32年）11月〜 高津萬之助
- 1900年（明治33年）11月〜 久野浅右衛門
- 1902年（明治35年）1月〜 久野保心
- 1905年（明治37年）9月〜 高津金之助